# Chaulgnes
Chaulgnes és un municipi francès, situat al departament del Nièvre i a la regió de Borgonya - Franc Comtat. L'any 2007 tenia 1.326 habitants.

## Demografia

### Població
El 2007 la població de fet de Chaulgnes era de 1.326 persones. Hi havia 552 famílies, de les quals 120 eren unipersonals (56 homes vivint sols i 64 dones vivint soles), 224 parelles sense fills, 188 parelles amb fills i 20 famílies monoparentals amb fills.
La població ha evolucionat segons el següent gràfic:
Habitants censats

### Habitatges
El 2007 hi havia 671 habitatges, 556 eren l'habitatge principal de la família, 56 eren segones residències i 59 estaven desocupats. 660 eren cases i 8 eren apartaments. Dels 556 habitatges principals, 499 estaven ocupats pels seus propietaris, 49 estaven llogats i ocupats pels llogaters i 8 estaven cedits a títol gratuït; 1 tenia una cambra, 23 en tenien dues, 75 en tenien tres, 169 en tenien quatre i 288 en tenien cinc o més. 448 habitatges disposaven pel capbaix d'una plaça de pàrquing. A 207 habitatges hi havia un automòbil i a 322 n'hi havia dos o més.

### Piràmide de població
La piràmide de població per edats i sexe el 2009 era:
| Homes | Edats   | Dones |
| ----- | ------- | ----- |
| 0     | 95 o +  | 0     |
| 4     | 90 a 94 | 0     |
| 12    | 85 a 89 | 0     |
| 12    | 80 a 84 | 0     |
| 24    | 75 a 79 | 28    |
| 16    | 70 a 74 | 20    |
| 24    | 65 a 69 | 24    |
| 20    | 60 a 64 | 28    |
| 44    | 55 a 59 | 40    |
| 64    | 50 a 54 | 60    |
| 72    | 45 a 49 | 76    |
| 56    | 40 a 44 | 52    |
| 36    | 35 a 39 | 40    |
| 40    | 30 a 34 | 48    |
| 40    | 25 a 29 | 28    |
| 32    | 20 a 24 | 24    |
| 72    | 15 a 19 | 32    |
| 24    | 10 a 14 | 60    |
| 40    | 5 a 9   | 32    |
| 12    | 0 a 4   | 24    |

## Economia
El 2007 la població en edat de treballar era de 919 persones, 663 eren actives i 256 eren inactives. De les 663 persones actives 614 estaven ocupades (313 homes i 301 dones) i 49 estaven aturades (16 homes i 33 dones). De les 256 persones inactives 132 estaven jubilades, 68 estaven estudiant i 56 estaven classificades com a «altres inactius».

### Ingressos
El 2009 a Chaulgnes hi havia 583 unitats fiscals que integraven 1.415 persones, la mediana anual d'ingressos fiscals per persona era de 19.690 €.

### Activitats econòmiques
Dels 42 establiments que hi havia el 2007, 2 eren d'empreses alimentàries, 2 d'empreses de fabricació d'altres productes industrials, 12 d'empreses de construcció, 7 d'empreses de comerç i reparació d'automòbils, 2 d'empreses de transport, 4 d'empreses d'hostatgeria i restauració, 3 d'empreses immobiliàries, 2 d'empreses de serveis i 8 d'entitats de l'administració pública.
Dels 15 establiments de servei als particulars que hi havia el 2009, 1 era un establiment de lloguer de cotxes, 2 paletes, 3 fusteries, 5 lampisteries, 2 electricistes, 1 restaurant i 1 agència immobiliària.
Dels 3 establiments comercials que hi havia el 2009, 2 eren botigues de més de 120 m² i 1 una botiga de menys de 120 m².
L'any 2000 a Chaulgnes hi havia 17 explotacions agrícoles que ocupaven un total de 344 hectàrees.

## Equipaments sanitaris i escolars
L'únic equipament sanitari que hi havia el 2009 era un psiquiàtric.
El 2009 hi havia 1 escola maternal i 1escola elemental.

## Poblacions més properes
El següent diagrama mostra les poblacions més properes.